# Campanichaca
Campanichaca är en ort i Mexiko.   Den ligger i kommunen Etchojoa och delstaten Sonora, i den västra delen av landet, 1 400 km nordväst om huvudstaden Mexico City. Campanichaca ligger 17 meter över havet och antalet invånare är 478.
Terrängen runt Campanichaca är mycket platt. Runt Campanichaca är det ganska glesbefolkat, med 35 invånare per kvadratkilometer. Närmaste större samhälle är Huatabampo, 11,2 km söder om Campanichaca. Trakten runt Campanichaca består till största delen av jordbruksmark.